# محاضرات فلسفة الدين (كتاب)
محاضرات جورج فيلهلم فريدريش هيجل حول فلسفة الدين (بالألمانية: Vorlesungen über die Philosophie der Religion, VPR) هي محاضرات توّضح أفكار هيغل حوّل المسيحية باعتبارها شكل من أشكال الوعي بالذات. وهي العنصر الأخير في النظام الفلسفي لديه. باستخدام طريقة جدلية وتاريخية قدَّم هيجل إعادة تفسير جذرية لمعنى المسيحية ومذاهبها. إن النهج المتبع في هذه المحاضرات حُددّ مسبقاً بشكلٍ أو بآخر في أول كتاب منشور لهيجل وهو ظواهرية الروح عام (1807).

## تاريخ النشر
اختلف مفهوم هيغل عن المحاضرات في كل مناسبة من المناسبات التي ألقاها فيها في أعوام 1821 و 1824 و 1827 و 1831.
نُشرت الطبعة الألمانية الأولى في برلين عام 1832 لتكون جزءً من سلسلة الأشغال (بالألمانية:  Werke series) التي نُشرت بعد وفاة هيغل. جُمع الكتاب على عجل من قبل فيليب مارهاينكي [الإنجليزية]، بشكل أساسي من نسخ الطلاب من المحاضرات التي ألقيت خلال الجلسات المختلفة، إضافة لاحتوائه أيضاً على مادة مأخوذة من الملاحظات والخطوط العريضة بخط يد هيجل.
في عام 1840 بدأ اثنان من الهيغليين الشباب هما برونو باور وكارل ماركس العمل على طبعة ثانية، ظهرت تحت اسم مارينيكي. في إعداد هذه الطبعة، اعتمد المحررون بشكل كبير على العديد من الأوراق المهمة التي عُثِر عليها بين مخطوطات هيغل والتي طُوِّرت أفكاره فيها بتفاصيل أكبر بكثير من أي من المخطوطات التي تم استخدامها سابقاً، بما في ذلك «محاضرات حول إثباتات الوجود». كان لدى مارينيكي أيضاً نسخاً جديدة وكاملة من المحاضرات التي ألقاها بعض أكثر تلاميذ هيجل تميزاً.
ومع ذلك يظل الكتاب بالشكل الذي لدينا به هو تجميع محررين ولم يكن أي جزء منه ولا حتى الجزء الذي هو تأليف هيجل الفعلي بقصد النشر، والطابع غير الرسمي والخطابي للمحاضرات واضح.
في عام 1895 نشرت السيدة بوردون ساندرسون والقس إيبينيزر براون سبيرز أول ترجمة إنجليزية في ثلاثة مجلدات بما في ذلك العمل على براهين وجود الله. استخدمت هذه الطبعة نسخة المنشورة عام 1840 لإنتاج الترجمة.

## المحتوى
«الدين الكامل [أو المطلق]» هو اسم هيجل للمسيحية، والذي يسميه أيضاً «الدين الوحي [أو المكشوف].» الخليقة، الإنسانية، الاغتراب والشر، المسيح، الروح، الجماعة الروحية، الكنيسة والعالم. كان لهذه التفسيرات تأثير قوي ومثير للجدل على علم اللاهوت الحديث.
وسع هيجل فكرة لوثر عن الحرية المسيحية. يتطرق إلى وحدة الوجود ويناقش أديان الهند والصين ومصر القديمة واليونان القديمة وروما القديمة. إنه العمل الوحيد الذي يتفحص فيه الإسلام. في الجزء الأخير من ثلاثة مجلدات بناءً على هذه المحاضرات يناقش هيجل بإسهاب العديد من الحجج الفلسفية المختلفة عن وجود الله.

## الاستقبال
كتب عالم الأنثروبولوجيا الاجتماعية السير جيمس جورج فريزر في مقدمة عام 1910 لكتاب الغصن الذهبي الذي نُشر في الأصل عام 1890 أنّه وبينما كان غير مطلع على أعمال هيغل اقترح عليه صديقه جيمس وارد والفيلسوف جون مكتاغرت أن هيجل قد توقع رأيه في «طبيعة السحر والدين والعلاقات التاريخية». رأى فريزر أن هذا التشابه هو أننا نعتقد أنه في التطور العقلي للإنسانية يسبق عصر السحر عصر الدين، وأن الاختلاف المميز بين السحر والدين هو أنه بينما يهدف السحر إلى التحكم في الطبيعة بشكل مباشر فإن الدين يهدف في السيطرة عليها بشكل غير مباشر من خلال وساطة كائن أو كائنات خارقة للطبيعة قوية يلجأ إليها الإنسان للحصول على المساعدة والحماية.
أكد محمد الحبيب المرزوقي في مقدمته للترجمة على أهمية قراءة هذه النصوص من قبل القُراء المسلمين لإدراك أهمية إغفال هيجل للإسلام رغم أنه ناقش كل الأديان الأخرى في عصره تقريباً. كما ذكر أن قراءة هذه النصوص أمر حاسم للتغلب بشكل حاسم على الفلسفة المتعالية الكانطية وفهم العلاقة بين ماركس وهيغل حقاً.

### المعلومات الكاملة للمراجع
- Frazer، James George (1976). The Golden Bough: A Study in Magic and Religion. Part 1: The Magic Art and the Evolution of Kings. Vol 1. London: The Macmillan Press. ISBN:0-333-01282-8.
- Hegel، Georg Wilhelm Friedrich؛ Peter Crafts Hodgson؛ Robert F Brown (1988). Lectures on the philosophy of religion. Berkeley: University of California Press. ISBN:0520061268.
- Hegel، G.W.F. (1990). Peter C. Hodgson (المحرر). Lectures on the Philosophy of Religion. Oxford, United Kingdom: Oxford University Press. ISBN:978-0199283538.
- Hodgson، Peter C. (2005). Hegel and Christian Theology : A Reading of the Lectures on the Philosophy of Religion. Oxford, United Kingdom: Oxford University Press. ISBN:9780191534300.
- McLellan، David (2006). Karl Marx: A Biography (fourth edition). Hampshire: Palgrave MacMillan. ISBN:978-1403997302.
- Hegel، G.W.F. (1895). Speirs، Ebenezer Brown (المحرر). Lectures on the philosophy of religion, together with a work on the proofs of the existence of God. ترجمة: Sanderson، J. Burdon. London: روتليدج. OCLC:751953660. مؤرشف من الأصل في 2022-11-27. اطلع عليه بتاريخ 2014-06-10.